# Șerban Brădișteanu
Șerban Alexandru Brădișteanu (n. 21 mai 1951, Sadova, Dolj) este un medic chirurg român. În legislatura 2000-2004 a fost senator de Vâlcea din partea PSD. În cadrul activității sale parlamentare, Șerban Brădișteanu a fost membru în grupurile parlamentare de prietenie cu Republica Federală Germania și Statul Plurinațional Bolivia. Șerban Brădișteanu a fost membru PSD din iunie 2001.

## Studii și grade medicale
A absolvit Institutul de Medicină din Cluj în anul 1978, după care a obținut repartiție la spitalul județean din Târgu Mureș. Acolo a devenit în anul 1991 medic primar în chirurgie cardiovasculară. În 1995 a plecat la Timișoara, iar apoi la București. În anul 2004 s-a aflat în centrul unei controverse legate de faptul că a obținut un grad universitar în mod ilegal.

## Activitatea profesională
În data de 25 octombrie 1999 a condus la Spitalul de Urgență Floreasca echipa de medici care a realizat primul transplant de cord efectuat în România.
A fost acuzat de abuz în serviciu și luare de mită în legătură cu o licitație din 2001, prin care au fost utilate spitalele penitenciare.
A fost trimis în judecată de procurorii Direcției Naționale Anticorupție la data de 22 martie 2007.
La data de 3 decembrie 2009 a fost achitat de Tribunalul București în acel dosar. Sentința de achitare a fost desființată de Curtea de Apel București, care a retrimis cauza la tribunal. Următorul termen de judecată a fost fixat de Tribunalul București pentru data de 7 august 2012.
Direcția Națională Anticorupție a început în 26 iunie 2012 urmărirea penală împotriva lui Brădișteanu și a trei polițiști, cu toții suspectați de favorizarea infractorului, în speță a lui Adrian Năstase. În acest dosar a fost condamnat definitiv la un an de închisoare cu suspendare de catre ICCJ, într-o decizie luată de 3 judecători (dintr-un complet de 5). 